# Olympische Winterspiele 1998/Eisschnelllauf
Bei den XVIII. Olympischen Winterspielen 1998 in Nagano fanden zehn Wettbewerbe im Eisschnelllauf statt. Austragungsort war die 1996 eröffnete Eislaufhalle mit dem offiziellen Namen Nagano Olympic Memorial Arena ausgetragen, die gemeinhin nur M-Wave genannt wird. Der zwei Jahre zuvor von den Niederländern eingeführte Klappschlittschuh sorgte auch in Nagano für deutlich schnellere Zeiten. Über die Langstrecken deklassierte der Niederländer Gianni Romme die Konkurrenz mit zwei neuen Weltrekorden.

## Bilanz

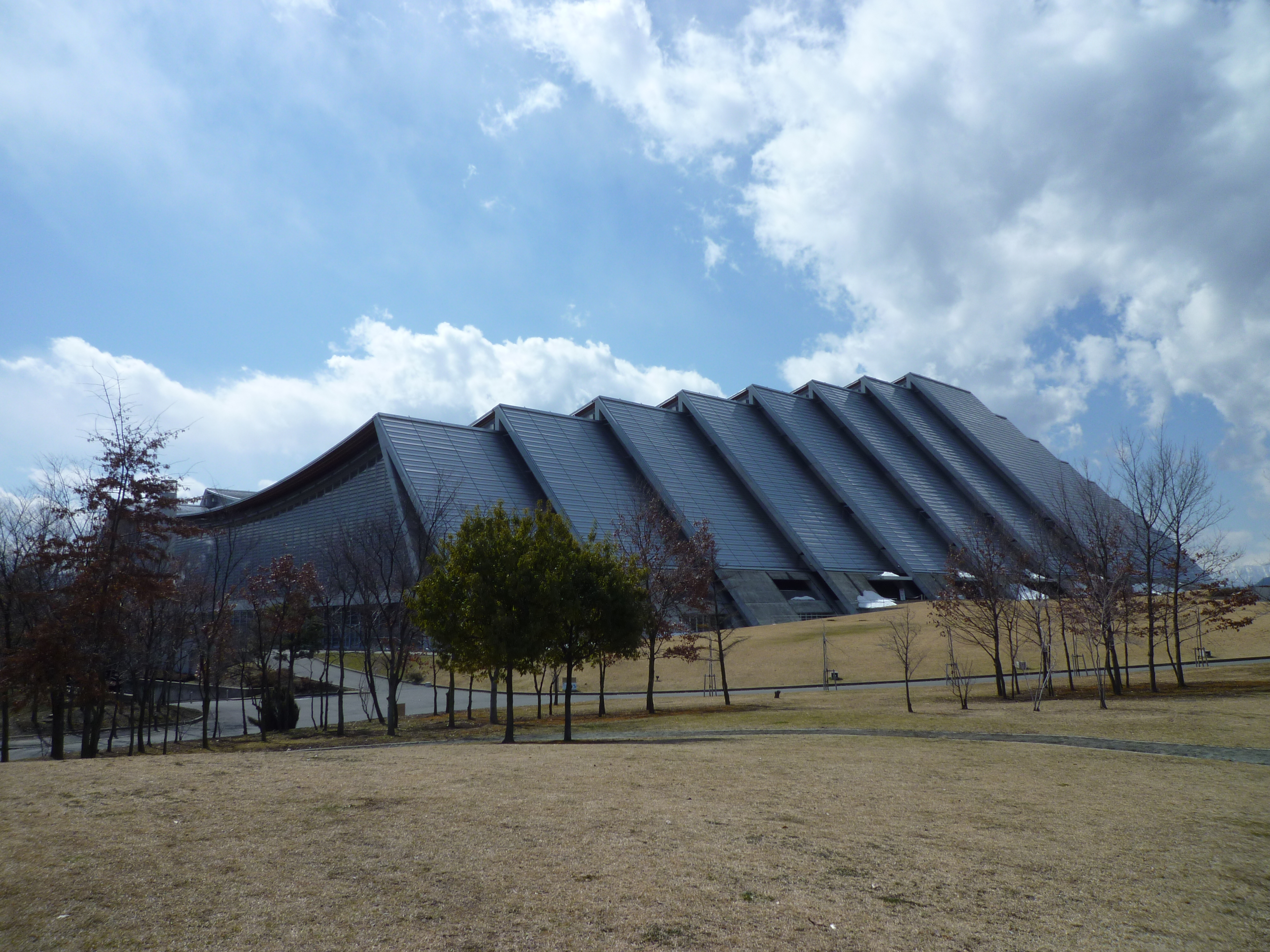
M-Wave

### Medaillenspiegel
| Platz | Land               | Gold | Silber | Bronze | Gesamt |
| ----- | ------------------ | ---- | ------ | ------ | ------ |
| 1     | Niederlande        | 5    | 4      | 2      | 11     |
| 2     | Deutschland        | 2    | 3      | 1      | 6      |
| 3     | Kanada             | 1    | 2      | 2      | 5      |
| 4     | Japan              | 1    | –      | 2      | 3      |
| 5     | Norwegen           | 1    | –      | –      | 1      |
| 6     | Vereinigte Staaten | –    | 1      | 1      | 2      |
| 7     | Belgien            | –    | –      | 1      | 1      |
| 7     | Kasachstan         | –    | –      | 1      | 1      |

### Medaillengewinner
| Konkurrenz | Gold             | Silber             | Bronze           |
| ---------- | ---------------- | ------------------ | ---------------- |
| 500 m      | Hiroyasu Shimizu | Jeremy Wotherspoon | Kevin Overland   |
| 1000 m     | Ids Postma       | Jan Bos            | Hiroyasu Shimizu |
| 1500 m     | Ådne Søndrål     | Ids Postma         | Rintje Ritsma    |
| 5000 m     | Gianni Romme     | Rintje Ritsma      | Bart Veldkamp    |
| 10.000 m   | Gianni Romme     | Bob de Jong        | Rintje Ritsma    |

| Konkurrenz | Gold                | Silber            | Bronze               |
| ---------- | ------------------- | ----------------- | -------------------- |
| 500 m      | Catriona LeMay Doan | Susan Auch        | Tomomi Okazaki       |
| 1000 m     | Marianne Timmer     | Chris Witty       | Catriona LeMay Doan  |
| 1500 m     | Marianne Timmer     | Gunda Niemann     | Chris Witty          |
| 3000 m     | Gunda Niemann       | Claudia Pechstein | Anni Friesinger      |
| 5000 m     | Claudia Pechstein   | Gunda Niemann     | Ljudmila Prokaschowa |

## Ergebnisse Männer

### 500 m
| Platz | Land | Sportler           | 1. Lauf (s) | 2. Lauf (s) | Gesamtzeit (min) |
| ----- | ---- | ------------------ | ----------- | ----------- | ---------------- |
| 1     | JPN  | Hiroyasu Shimizu   | 35,76       | 35,59 (OR)  | 1:11,35 (OR)     |
| 2     | CAN  | Jeremy Wotherspoon | 36,04       | 35,80       | 1:11,84          |
| 3     | CAN  | Kevin Overland     | 35,78       | 36,08       | 1:11,86          |
| 4     | CAN  | Sylvain Bouchard   | 35,90       | 36,10       | 1:12,00          |
| 5     | CAN  | Pat Bouchard       | 35,96       | 36,09       | 1:12,05          |
| 6     | USA  | Casey FitzRandolph | 35,81       | 36,39       | 1:12,20          |
| 7     | KOR  | Kim Yoon-man       | 36,13       | 36,23       | 1:12,36          |
| 8     | KOR  | Lee Kyu-hyeok      | 36,14       | 36,41       | 1:12,55          |
| 9     | ITA  | Ermanno Ioriatti   | 36,30       | 36,36       | 1:12,66          |
| 10    | NOR  | Roger Strøm        | 36,53       | 36,15       | 1:12,68          |
| 11    | GER  | Michael Künzel     | 36,56       | 36,19       | 1:12,75          |
|       |      |                    |             |             |                  |
| 19    | GER  | Christian Breuer   | 36,78       | 36,41       | 1:13,19          |
| 29    | AUT  | Roland Brunner     | 36,90       | 36,86       | 1:13,76          |

Datum: 9./10. Februar 1998, jeweils 16:30 Uhr 

42 Teilnehmer aus 16 Ländern, davon 38 in der Wertung.
Erstmals wurden die 500-Meter-Wettbewerbe entsprechend der ISU-Vorgaben nach dem neuen Modus ausgetragen: Die Strecke wird zweimal gelaufen und die Zeiten werden addiert. Der Einheimische Hiroyasu Shimizu erregte mit seinem ästhetisch perfekten Laufstil große Euphorie auch bei den Fachkommentatoren und gewann beide Teilstrecken.

### 1000 m
| Platz | Land | Sportler            | Zeit (min)       |
| ----- | ---- | ------------------- | ---------------- |
| 1     | NED  | Ids Postma          | 1:10,64 min (OR) |
| 2     | NED  | Jan Bos             | 1:10,71          |
| 3     | JPN  | Hiroyasu Shimizu    | 1:11,00          |
| 4     | NED  | Jakko Jan Leeuwangh | 1:11,26          |
| 5     | CAN  | Sylvain Bouchard    | 1:11,29          |
| 6     | CAN  | Jeremy Wotherspoon  | 1:11,39          |
| 7     | USA  | Casey FitzRandolph  | 1:11,64          |
| 8     | USA  | KC Boutiette        | 1:11,75          |
| 9     | GER  | Peter Adeberg       | 1:11,90          |
| 9     | CAN  | Kevin Overland      | 1:11,90          |
|       |      |                     |                  |
| 16    | GER  | Christian Breuer    | 1:12,33          |
| 31    | AUT  | Roland Brunner      | 1:13,16          |

Datum: 15. Februar 1998, 15:00 Uhr 

43 Teilnehmer aus 17 Ländern, davon 42 in der Wertung.

### 1500 m
| Platz | Land | Sportler             | Zeit (min)   |
| ----- | ---- | -------------------- | ------------ |
| 1     | NOR  | Ådne Søndrål         | 1:47,87 (WR) |
| 2     | NED  | Ids Postma           | 1:48,13      |
| 3     | NED  | Rintje Ritsma        | 1:48,52      |
| 4     | NED  | Jan Bos              | 1:49,75      |
| 5     | USA  | KC Boutiette         | 1:50,04      |
| 6     | NED  | Martin Hersman       | 1:50,31      |
| 7     | JPN  | Hiroyuki Noake       | 1:50,49      |
| 8     | JPN  | Tōru Aoyanagi        | 1:50,68      |
| 9     | GER  | Christian Breuer     | 1:50,96      |
| 10    | RUS  | Andrei Anufrijenko   | 1:50,99      |
|       |      |                      |              |
| 13    | GER  | Peter Adeberg        | 1:51,50      |
| 18    | AUT  | Marnix ten Kortenaar | 1:51,94      |
| 33    | GER  | Frank Dittrich       | 1:53,64      |
| 38    | GER  | René Taubenrauch     | 1:54,91      |

Datum: 12. Februar 1998, 15:00 Uhr 

44 Teilnehmer aus 18 Ländern, alle in der Wertung.

### 5000 m
| Platz | Land | Sportler             | Zeit (min)   |
| ----- | ---- | -------------------- | ------------ |
| 1     | NED  | Gianni Romme         | 6:22,20 (WR) |
| 2     | NED  | Rintje Ritsma        | 6:28,24      |
| 3     | BEL  | Bart Veldkamp        | 6:28,31      |
| 4     | NED  | Bob de Jong          | 6:31,37      |
| 5     | GER  | Frank Dittrich       | 6:32,17      |
| 6     | GER  | René Taubenrauch     | 6:35,21      |
| 7     | JPN  | Keiji Shirahata      | 6:36,71      |
| 8     | NOR  | Kjell Storelid       | 6:37,12      |
| 9     | ITA  | Roberto Sighel       | 6:38,33      |
| 10    | AUT  | Marnix ten Kortenaar | 6:38,35      |
|       |      |                      |              |
| 13    | GER  | Alexander Baumgärtel | 6:39,44      |
| 21    | SUI  | Martin Feigenwinter  | 6:47,08      |

Datum: 8. Februar 1998, 15:00 Uhr 

32 Teilnehmer aus 19 Ländern, alle in der Wertung.
In diesem Wettbewerb gab es drei Weltrekorde. Der zuerst von Bart Veldkamp aufgestellte Rekord wurde danach von Rintje Ritsma und schließlich vom Sieger Gianni Romme unterboten.

### 10.000 m
| Platz | Land | Sportler             | Zeit (min)    |
| ----- | ---- | -------------------- | ------------- |
| 1     | NED  | Gianni Romme         | 13:15,33 (WR) |
| 2     | NED  | Bob de Jong          | 13:25,76      |
| 3     | NED  | Rintje Ritsma        | 13:28,19      |
| 4     | BEL  | Bart Veldkamp        | 13:29,69      |
| 5     | NOR  | Kjell Storelid       | 13:35,95      |
| 6     | GER  | Frank Dittrich       | 13:36,58      |
| 7     | NOR  | Lasse Sætre          | 13:42,94      |
| 8     | USA  | KC Boutiette         | 13:42,94      |
| 9     | ITA  | Roberto Sighel       | 13:46,85      |
| 10    | GER  | Alexander Baumgärtel | 13:48,44      |
| 11    | GER  | René Taubenrauch     | 13:52,10      |
| 12    | AUT  | Marnix ten Kortenaar | 13:52,30      |

Datum: 17. Februar 1998, 15:00 Uhr 

16 Teilnehmer aus 9 Ländern, alle in der Wertung.

## Ergebnisse Frauen

### 500 m
| Platz | Land | Sportlerin          | 1. Lauf (s) | 2. Lauf (s) | Gesamtzeit (min) |
| ----- | ---- | ------------------- | ----------- | ----------- | ---------------- |
| 1     | CAN  | Catriona LeMay Doan | 38,39       | 38,21 (OR)  | 1:16,60 (OR)     |
| 2     | CAN  | Susan Auch          | 38,42       | 38,51       | 1:16,93          |
| 3     | JPN  | Tomomi Okazaki      | 38,55       | 38,55       | 1:16,10          |
| 4     | GER  | Franziska Schenk    | 38,88       | 38,57       | 1:17,45          |
| 5     | JPN  | Kyoko Shimazaki     | 38,75       | 38,93       | 1:17,68          |
| 6     | NED  | Marianne Timmer     | 39,12       | 39,03       | 1:18,15          |
| 7     | GER  | Sabine Völker       | 39,19       | 39,00       | 1:18,19          |
| 8     | GER  | Monique Garbrecht   | 39,11       | 39,34       | 1:18,45          |
| 9     | RUS  | Swetlana Schurowa   | 39,11       | 39,38       | 1:18,49          |
| 10    | USA  | Chris Witty         | 39,09       | 39,44       | 1:18,53          |
|       |      |                     |             |             |                  |
| 15    | GER  | Anke Baier          | 39,73       | 39,75       | 1:18,48          |

Datum: 13. / 14. Februar 1998, jeweils 16:30 Uhr 

38 Teilnehmerinnen aus 14 Ländern, davon 37 in der Wertung. Emese Hunyady (AUT) wurde im 1. Lauf wegen Behinderung ihrer Gegnerin disqualifiziert.

### 1000 m
| Platz | Land | Sportlerin          | Zeit (min)   |
| ----- | ---- | ------------------- | ------------ |
| 1     | NED  | Marianne Timmer     | 1:16,51 (OR) |
| 2     | USA  | Chris Witty         | 1:16,79      |
| 3     | CAN  | Catriona LeMay Doan | 1:17,37      |
| 4     | GER  | Sabine Völker       | 1:17,54      |
| 5     | NED  | Annamarie Thomas    | 1:17,95      |
| 6     | USA  | Becky Sundstrom     | 1:18,23      |
| 7     | JPN  | Tomomi Okazaki      | 1:18,27      |
| 8     | JPN  | Eriko Sanmiya       | 1:18,36      |
| 9     | USA  | Moira D’Andrea      | 1:18,38      |
| 10    | GER  | Monique Garbrecht   | 1:18,76      |
|       |      |                     |              |
| 16    | GER  | Anke Baier          | 1:19,42      |

Datum: 19. Februar 1998, 15:00 Uhr 

40 Teilnehmerinnen aus 14 Ländern, davon 39 in der Wertung. Rennen nicht beendet: Franziska Schenk (GER).

### 1500 m
| Platz | Land | Sportlerin          | Zeit (min)   |
| ----- | ---- | ------------------- | ------------ |
| 1     | NED  | Marianne Timmer     | 1:57,58 (WR) |
| 2     | GER  | Gunda Niemann       | 1:58,66      |
| 3     | USA  | Chris Witty         | 1:58,97      |
| 4     | AUT  | Emese Hunyady       | 1:59,19      |
| 5     | GER  | Anni Friesinger     | 1:59,20      |
| 6     | NED  | Annamarie Thomas    | 1:59,29      |
| 7     | GER  | Claudia Pechstein   | 1:59,46      |
| 8     | USA  | Jennifer Rodriguez  | 2:00,97      |
| 9     | RUS  | Swetlana Baschanowa | 2:01,54      |
| 10    | RUS  | Natalja Poloskowa   | 2:01,56      |
|       |      |                     |              |
| 30    | AUT  | Emese Antal         | 2:07,57      |

Datum: 16. Februar 1998, 15:00 Uhr 

34 Teilnehmerinnen aus 15 Ländern, alle in der Wertung.

### 3000 m
| Platz | Land | Sportlerin           | Zeit (min)   |
| ----- | ---- | -------------------- | ------------ |
| 1     | GER  | Gunda Niemann        | 4:07,29 (OR) |
| 2     | GER  | Claudia Pechstein    | 4:08,47      |
| 3     | GER  | Anni Friesinger      | 4:09,44      |
| 4     | USA  | Jennifer Rodriguez   | 4:11,64      |
| 5     | AUT  | Emese Hunyady        | 4:12,01      |
| 6     | USA  | Kirstin Holum        | 4:12,24      |
| 7     | KAZ  | Ljudmila Prokaschowa | 4:14,23      |
| 8     | NED  | Annamarie Thomas     | 4:14,38      |
| 9     | NED  | Carla Zijlstra       | 4:16,43      |
| 10    | RUS  | Swetlana Baschanowa  | 4:16,45      |
|       |      |                      |              |
| 27    | AUT  | Emese Antal          | 4:33,67      |

Datum: 11. Februar 1998, 15:00 Uhr 

31 Teilnehmerinnen aus 16 Ländern, alle in der Wertung.

### 5000 m
| Platz | Land | Sportlerin           | Zeit (min)   |
| ----- | ---- | -------------------- | ------------ |
| 1     | GER  | Claudia Pechstein    | 6:59,61 (WR) |
| 2     | GER  | Gunda Niemann        | 6:59,65      |
| 3     | KAZ  | Ljudmila Prokaschowa | 7:11,14      |
| 4     | NED  | Barbara de Loor      | 7:11,81      |
| 5     | NED  | Tonny de Jong        | 7:12,77      |
| 6     | NED  | Carla Zijlstra       | 7:12,89      |
| 7     | USA  | Kirstin Holum        | 7:14,20      |
| 8     | AUT  | Emese Hunyady        | 7:15,23      |
| 9     | ITA  | Elena Belci          | 7:15,58      |
| 10    | USA  | Jennifer Rodriguez   | 7:16,78      |
|       |      |                      |              |
| 14    | GER  | Heike Warnicke       | 7:30,83      |

Datum: 20. Februar 1998, 15:00 Uhr 

15 Teilnehmerinnen aus 9 Ländern, alle in der Wertung.
Über 5000 Meter lieferten sich Niemann und Pechstein einen indirekten Kampf. Die dominierende Läuferin des Jahrzehnts lief einen neuen Weltrekord und blieb als erste Frau unter sieben Minuten. Die Freude war nur von kurzer Dauer, denn ihre Berliner Dauerrivalin hatte diesmal das Losglück, nach ihr zu laufen. Die technisch bessere Pechstein, die im direkten Duell meist das Nachsehen hatte, nutzte diese Chance und teilte sich das Rennen punktgenau nach der Zeit der Konkurrenz ein. Am Schluss betrug der Vorsprung vier Hundertstelsekunden.